# Пікніда

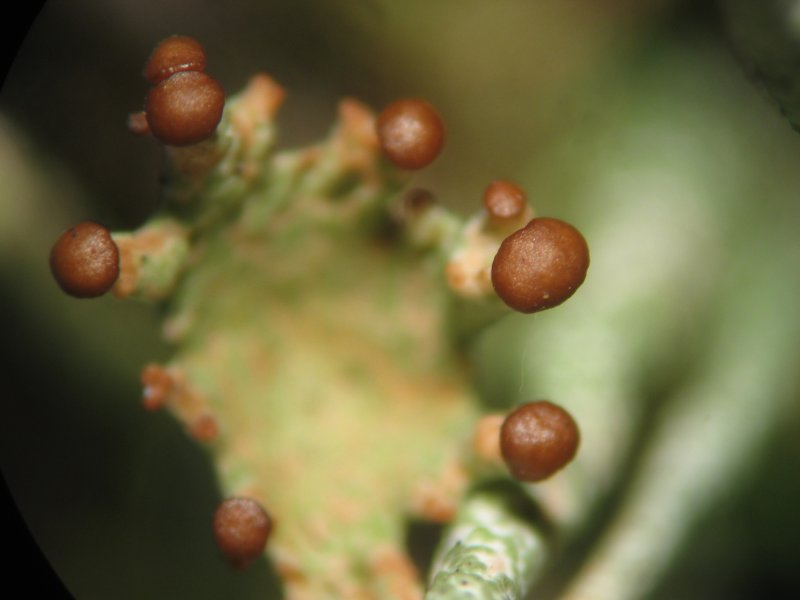
Пікніди на '

Пікніди або спермогонії — замкнуті сферичні конідієносці, що вистелені зсередини сильно увігнутим конідіальним шаром. З усіх боків пікніда вкрита захисним покровом зі стерильних гіф, часто високоспеціалізованих. За формою пікнідії іноді нагадують перитеції, що може розглядатися як приклад конвергенції конідієносців та плодових тіл аскомікотових грибів.
Пікніди (від греч.(грецький) pyknós — щільний, густий) - плодові тіла недосконалих грибів, а також органи безстатевого спороношенія грибів — мікобіонтів лишайників. Оболонка пікнід складається з щільного сплетення гіф, товщина яких залежить від характеру субстрата, в якому розвиваються пікніда гриба.